# Maria Grazia Cutuli
Maria Grazia Cutuli (Catania, 26 ottobre 1962 – Sarobi, 19 novembre 2001) è stata una giornalista italiana, assassinata in Afghanistan.

## Biografia
Si laureò con lode in filosofia all'Università degli Studi di Catania. Dopo un esordio come collaboratrice del quotidiano La Sicilia e dell'emittente televisiva Telecolor, per i quali si era occupata di spettacoli, si trasferì a Milano, dove lavorò prima al periodico Centocose, edito da Mondadori, e poi ad Epoca: diventò così una giornalista professionista, prima di iniziare una collaborazione con l'UNHCR, l'agenzia delle Nazioni Unite che si occupa di rifugiati. Qui maturò un'esperienza nel campo della politica estera, la vera passione della giornalista catanese, che a metà degli anni novanta passò al Corriere della Sera, dal quale ottenne quattro contratti a termine a partire dal luglio 1997, fino ad essere assunta a tempo indeterminato il 2 luglio 1999.
La svolta per la sua carriera arrivò il 13 settembre 2001, quando dopo gli attentati dell'11 settembre 2001 di New York venne inviata in Afghanistan. Via Gerusalemme, si spostò prima in Pakistan e poi in Afghanistan.
Il 19 novembre dello stesso anno, mentre si trovava nei pressi di Sarobi, sulla strada che da Jalalabad porta a Kabul, a circa 40 chilometri dalla capitale afghana, fu assassinata insieme all'inviato di El Mundo Julio Fuentes e a due corrispondenti dell'agenzia Reuters, l'australiano Harry Burton e l'afghano Azizullah Haidari. Lo stesso giorno, il Corriere della Sera pubblicò il suo ultimo articolo: il pezzo riguardava la scoperta di un deposito di gas nervino nella base di Osama bin Laden. La salma fu poi trasportata in Italia da un aereo del governo, mentre l'autopsia rivelò che ad uccidere la donna furono dei colpi d'arma da fuoco alla schiena. Il funerale si svolse a Catania il 24 novembre, con il corpo che venne poi sepolto nel cimitero di Santa Venerina.
A distanza di pochi giorni, la Rai annunciò di voler trasmettere un film sulla vita della donna, ma l'idea fu accolta da pareri contrastanti.

## Le indagini e il processo
Le indagini svolte a seguito della morte della giornalista portarono l'Afghanistan, nell'autunno 2004, a condannare il ventinovenne Reza Khan (accusato dello stupro e dell'omicidio della giornalista) alla pena capitale: malgrado i genitori della vittima si fossero dichiarati contrari a tale verdetto, Khan venne fucilato nell'ottobre 2007. L'autopsia escluse l'ipotesi di stupro.
Il 15 novembre 2018 è stata confermata in appello la condanna a 24 anni di reclusione per i due afgani accusati dell'omicidio dell'inviata del Corriere della Sera. La sentenza è della prima Corte d'assise d'appello, presieduta da Andrea Calabria con Giancarlo De Cataldo; 24 anni di reclusione - a conferma della decisione di primo grado del novembre 2017 - sono stati inflitti a Mamur e Zan Jan, collegati in videoconferenza da un carcere del loro Paese d'origine; per loro le accuse erano quelle di omicidio e rapina (furto di una radio, un computer e di una macchina fotografica appartenuti alla giornalista).

## Premi alla memoria
In sua memoria sono stati istituiti tre premi:
- Premio giornalistico Città di Milano "alla memoria di Maria Grazia Cutuli"
- Premio internazionale di giornalismo «Maria Grazia Cutuli», da parte del suo paese d'origine, Santa Venerina in collaborazione con la Fondazione Cutuli
- Premio giornalistico nazionale "Maria Grazia Cutuli-Per non dimenticare e per costruire la Pace"[17]

## Eredità
Ha lavorato 11 anni per il Corriere della Sera.
Seconda vittima del terrorismo al giornale di via Solferino dopo Walter Tobagi, è stata promossa inviata speciale alla memoria su decisione del direttore Ferruccio de Bortoli. Per il quotidiano milanese aveva firmato circa 300 articoli in 4 anni.
Nel 2008 è nata a Catania la "Fondazione Cutuli" con promotori: RCS Quotidiani, Banca Nuova, Comune di Roma, Regione Siciliana, Confindustria Sicilia, Ordine dei Giornalisti, Federazione Nazionale della Stampa.
A Catania le è stato intitolato un piazzale accanto a piazza I Viceré.
A Catania il 19 novembre del 2011, nel decimo anniversario della morte, le è stato intitolato un largo nei pressi di piazza Europa.
A Roma le sono stati intitolati l'istituto comprensivo del Colle Prenestino e una via del quartiere Torresina, nel suburbio Trionfale.

A Milano le è stato intitolato un viale pedonale nei pressi del quartiere Lambrate.
Sul luogo della morte, è stata inoltre apposta in memoria una targa col suo nome.
Nel maggio 2009, Daniele Biacchessi scrisse la storia di Maria Grazia Cutuli nel suo libro Passione reporter; due anni più tardi, per commemorare il decimo anniversario della tragedia, a Herat fu aperta una scuola a lei intitolata.
Alla vita di Maria Grazia Cutuli è dedicato il documentario È lì che bisogna essere. Per testimoniare che nel 2010 ha ricevuto una menzione speciale al Festival internazionale del giornalismo di Perugia.
Giuseppe Galeani e Paola Cannatella hanno realizzato una graphic novel sulla vita e la morte della giornalista, Dove la terra brucia, pubblicata da Rizzoli Lizard nel 2011.
La giornalista Cristiana Pumpo ha scritto il libro Maria Grazia Cutuli (Ali&No Editrice, 2011), raccolta di testimonianze di amici e colleghi che raccontano il senso che il viaggio ha avuto nella vita della giornalista del Corsera. Il libro è anche ricco di scritti personali (lettere, mail, pagine di diario), mai pubblicati prima d'ora.

## Riconoscimenti
Nel 2015 il Comune di Milano ha deciso che il suo nome venga iscritto nel Famedio di Milano, all'interno del Cimitero Monumentale.